# Samten Gyaltsen Karmay
Samten Gyaltsen Karmay (Sharkhog (Amdo), voorjaar 1936) is een tibetoloog van Tibetaanse herkomst.
Samten Gyaltsen Karmay is verbonden aan de Universiteit van Parijs Sorbonne als hoogleraar tibetologie en bekleedde begin jaren 2000 de Numata leerstoel aan de Universiteit Leiden.
Karmay is gespecialiseerd in de bön-religie en de dzogchen uit de nyingmaschool van het Tibetaans boeddhisme.

## Biografie
Van zijn achtste tot en met zijn veertiende levensjaar bezocht Samten Gyaltsen Karmay het lokale bön-klooster. Vervolgens volgde hij een driejarige studie dzogchen-meditatie in het Kyangthang-klooster. Op zijn twintigste behaalde hij de universitaire kloostergraad geshe en vervolgde hij zijn studie in Drepung, een van de drie grote gelug-universiteitskloosters van Tibet
Tijdens de verspreiding van de Tibetaanse diaspora vluchtten Karmay en zijn familie in 1959 naar India. Karmay reisde naar Londen, waar hij met hulp van David Snellgrove onder sponsorschap van de Rockefeller Foundation van 1961 tot 1964 gastwetenschapper werd aan de School of Oriental and African Studies. Hier behaalde hij zijn Master of Philosophy met een proefschrift over de oorsprong en ontwikkeling van dzogchen in de Tibetaans boeddhistische tradities.
In 1980 ging hij naar het Centre national de la recherche scientifique, waar hij onderzoeksdirecteur werd in de geschiedenis van Tibet en antropologie. In 1996 werd hij gekozen tot voorzitter van de Internationaal Genootschap voor Tibetaanse Studies.
Karmay schreef een aantal boeken, waaronder een boek over de vijfde dalai lama en meerdere over religies in Tibet.